# Пенсільванський університет
Пенсільванський університет або Університет Пенсільванії (англ. University of Pennsylvania) — університет в місті Філадельфія, штат Пенсільванія, заснований в 1740 Бенджаміном Франкліном. Пенсільванський університет — четвертий найстаріший вищий навчальний заклад у США, один з восьми членів асоціації найстаріших вузів країни Л́іга плющ́а (англ. Ivy League). Народна назва університету — Penn (Пенн) або UPenn.
Незважаючи на назву, університет є приватним і його іноді плутають з Університетом штату Пенсільванія (Pennsylvania State University), розташованим у місті Стейт Коледж або з Філадельфійським університетом (Philadelphia University).
Бенджамін Франклін, засновник Penn, виступав за впровадження освітніх програми, які були б більше зосереджені на практичному навчанні у сферах розвитку торгівлі та державної служби, і які б стали новим стандартом освіти. Пенсільванський університет був одних з перших наукових закладів, що запровадив міждисциплінарну модель, що вже була прийнята передовими європейськими університетами, зосередивши декілька «факультетів» (теологічний, класичний, медичний) в одній установі.
Нині Penn пропонує широкий спектр наукових відділень, багатосторонні дослідження підприємництва, низку державних програм допомоги та загальнодоступних програм обслуговування. Пенсільванський університет особливо добре відомий завдяки своїм медичній, стоматологічній, юридичній школам, бізнес-школі, школі медсестер, ветеринарній школі, своїми соціальними науками, гуманітарними програмами, біомедичним викладанням та науково-дослідницьким потенціалом. Університет є одним з вишів країни, програми бакалаврату якого абітурієнти вибирають найчастіше.
Школа бізнесу Вортона (англ. Wharton School), одна з найпрестижніших і найвідоміших бізнес-шкіл світу, яка створена в 1881 році, є частиною Пенсільванського університету.
При університеті з кінця XIX століття існує Музей археології та антропології Пенсільванського університету.

## Відомі випускники
- Ілон Маск, засновник компанії SpaceX, один з найбагатших людей світу.
- Список випускників Пенсільванського університету